# Staufen AG
| AG ist das Kürzel für den Kanton Aargau in der Schweiz. Es wird verwendet, um Verwechslungen mit anderen Einträgen des Namens Staufen zu vermeiden. |

Staufen (schweizerdeutsch: ˈʃtɑufːə) ist eine Einwohnergemeinde im Schweizer Kanton Aargau. Sie gehört zum Bezirk Lenzburg und liegt unmittelbar westlich des Bezirkshauptorts Lenzburg im Seetal.

## Geographie
Das Gebiet zwischen dem Seetal und der Aare wird durch den Staufberg geprägt. Dieser 517 Meter hohe Molassehügel ist zwar lediglich 550 Meter lang und 450 Meter breit, überragt aber die ansonsten völlig flache Schotterebene um rund hundert Meter. Die Bebauung des Dorfes Staufen umschliesst den grösstenteils bewaldeten Hügel auf drei Seiten. Die östliche Gemeindegrenze reicht bis auf wenige Meter an den Aabach heran. Im Nordwesten besitzt die Gemeinde einen schmalen Landstreifen im Länzertwald, im Süden liegt der Buchwald. Die Gemeinden Staufen, Niederlenz und Lenzburg sind zu einer zusammenhängenden Agglomeration mit fast 20'000 Einwohnern zusammengewachsen, die Grenzen zwischen den drei Orten sind kaum mehr erkennbar.
Die Fläche des Gemeindegebiets beträgt 358 Hektaren, davon sind 119 Hektaren bewaldet und 102 Hektaren überbaut. Der höchste Punkt befindet sich auf 517 Metern auf dem Gipfel des Staufbergs, der tiefste auf 393 Metern im Länzertwald. Nachbargemeinden sind Lenzburg im Norden und Osten, Seon im Süden, Schafisheim im Westen sowie Rupperswil im Nordwesten.

## Geschichte
Siedlungsspuren auf dem Gemeindegebiet reichen bis in die Jungsteinzeit zurück. Die erste urkundliche Erwähnung von Stouffen erfolgte im Jahr 1036 im Nekrolog des Stifts Beromünster. Der Ortsname ist vom althochdeutschen Wort stouf abgeleitet und bezeichnet eine kegelförmige Erhebung. Im Mittelalter lag das Dorf im Herrschaftsbereich der Grafen von Lenzburg, ab 1173 in jenem der Grafen von Kyburg. Nachdem diese ausgestorben waren, übernahmen die Habsburger 1273 die Landesherrschaft und die Blutgerichtsbarkeit. Von 1244 bis mindestens 1278 waren die Herren von Staufen als Besitzer der niederen Gerichtsbarkeit erwähnt, doch zu Beginn des 14. Jahrhunderts verschwanden diese spurlos. Das Stift Beromünster verkaufte 1362 alle Rechte an das Kloster Königsfelden, das nun alleiniger Besitzer des Dorfes war.

Luftansicht (1959)

1415 eroberten die Eidgenossen den Aargau. Staufen gehörte nun zum Untertanengebiet der Stadt Bern, dem so genannten Berner Aargau. Im Zuge der Reformation im Jahr 1528 hob Bern das Kloster Königsfelden auf, brachte sämtliche Rechte in seinen Besitz und teilte das Dorf dem Gerichtsbezirk Rupperswil im Amt Lenzburg zu. Der Staufberg diente bis 1880 als Hochwacht. Ab 1659 erteilte ein Schulmeister den Kindern Unterricht. Beim Franzoseneinfall im März 1798 entmachteten die Franzosen die «Gnädigen Herren» von Bern und riefen die Helvetische Republik aus, die 1803 aufgelöst wurde. Staufen gehört seither zum Kanton Aargau.
Bis zu Beginn des 19. Jahrhunderts war Staufen stark landwirtschaftlich geprägt, wobei der Ackerbau und die Viehzucht dominierten. Der Weinbau am Staufberg, der um 1700 noch die Haupteinnahmequelle gewesen war, kam um 1900 wegen der Reblaus-Epidemie gänzlich zum Erliegen. Mit dem Aufstieg der Industrie im benachbarten Lenzburg ergaben sich für die Dorfbewohner jedoch neue Verdienstmöglichkeiten. Seit 1990 werden am Staufberg wieder Reben gepflanzt.

## Sehenswürdigkeiten

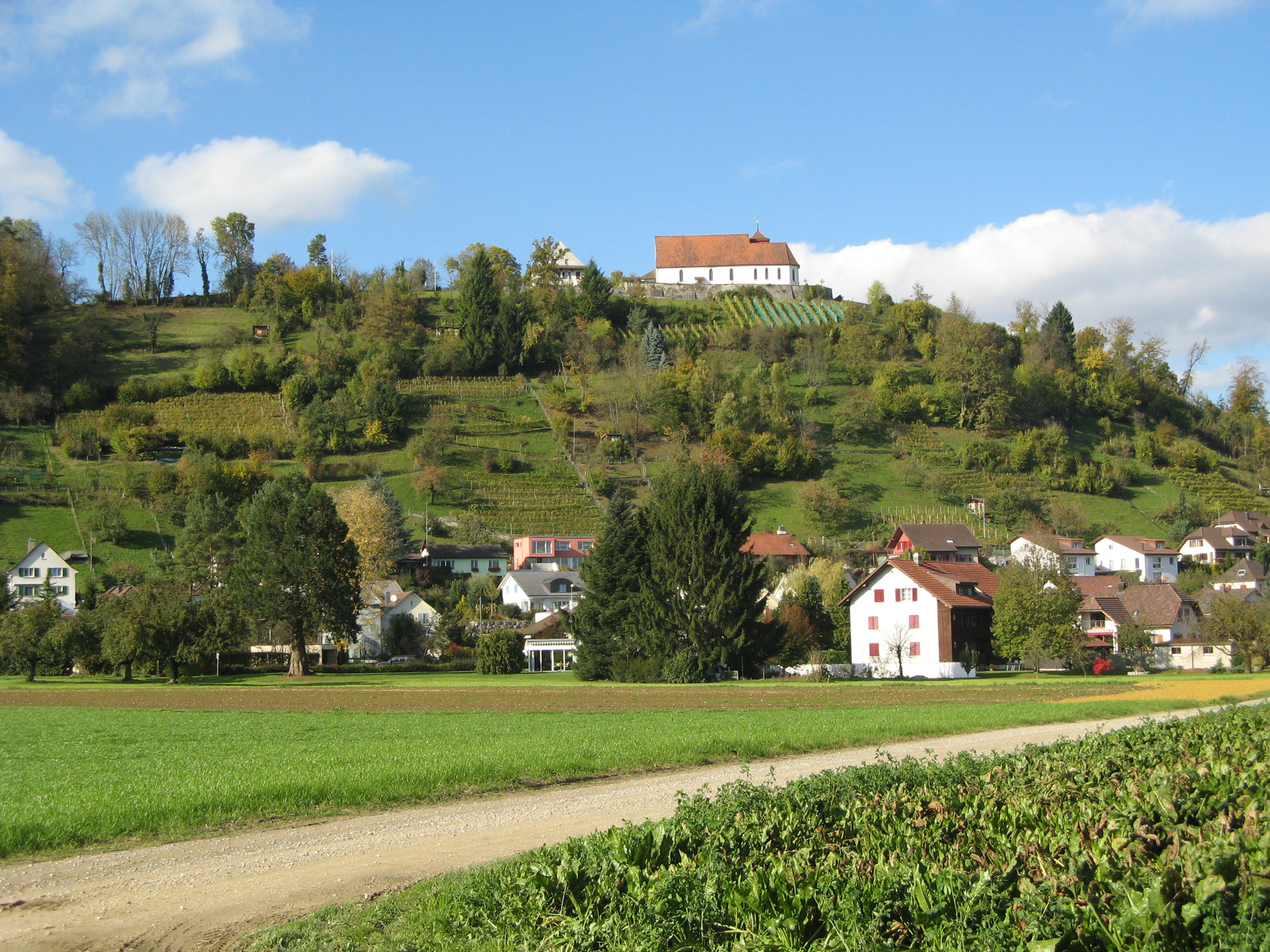
Staufberg mit Staufbergkirche

Wahrzeichen des Dorfes ist die Staufbergkirche auf dem höchsten Punkt des Staufbergs. Schon in vorchristlicher Zeit soll sich hier eine Kultstätte befunden haben. Die Ursprünge der Kirche reichen mindestens bis ins 10. Jahrhundert zurück. Ein Blitzschlag verursachte 1419 einen Brand, der den Turm und den grössten Teil des Chors einäscherte. 1420 wurde die Kirche in einem romanisch-gotischen Übergangsstil wieder aufgebaut. Der denkmalgeschützte Kirchenbezirk mit Kirche, Pfarrhaus, Sodbrunnen, Sigristenhaus und Friedhof weist wegen seiner exponierten Lage beinahe eine burgähnliche Form auf; es fehlt lediglich eine Ringmauer. Tatsächlich wird auf dem höchsten Punkt des Hügels ein Burgstall vermutet.

## Wappen
Die Blasonierung des Gemeindewappens lautet: «In Rot drei gelbe Becher (Staufe).» Die Becher nehmen Bezug auf den Staufberg, der einem umgedrehten Kelch ähnelt. Die Kelche weisen auch auf den Weinbau hin. Das althochdeutsche Wort Stouf bedeutet ebenfalls Kelch. Lange Zeit wurden die Kelche auf blauem Grund dargestellt, wodurch das Wappen jenem von Staufen im Breisgau ähnelte.

## Bevölkerung
Die Einwohnerzahlen entwickelten sich wie folgt:
| Jahr      | 1764 | 1850 | 1900 | 1930 | 1950 | 1960 | 1970 | 1980 | 1990 | 2000 | 2010 | 2020 |
| Einwohner | 276  | 758  | 818  | 976  | 1325 | 1880 | 2056 | 2102 | 2226 | 2213 | 2590 | 4068 |

Am 31. Dezember 2023 lebten 4306 Menschen in Staufen, der Ausländeranteil betrug 19,6 %. Bei der Volkszählung 2015 bezeichneten sich 39,7 % als reformiert und 29,2 % als römisch-katholisch; 31,1 % waren konfessionslos oder gehörten anderen Glaubensrichtungen an. 89,4 % gaben bei der Volkszählung 2000 Deutsch als ihre Hauptsprache an, 4,9 % Italienisch, 1,2 % Portugiesisch, 1,0 % Albanisch und 0,8 % Serbokroatisch.

## Politik und Recht
Die Versammlung der Stimmberechtigten, die Gemeindeversammlung, übt die Legislativgewalt aus. Ausführende Behörde ist der fünfköpfige Gemeinderat. Er wird im Majorzverfahren vom Volk gewählt, seine Amtsdauer beträgt vier Jahre. Der Gemeinderat führt und repräsentiert die Gemeinde. Dazu vollzieht er die Beschlüsse der Gemeindeversammlung und die Aufgaben, die ihm vom Kanton zugeteilt wurden. Für Rechtsstreitigkeiten ist in erster Instanz das Bezirksgericht Lenzburg zuständig. Staufen gehört zum Friedensrichterkreis XII (Seon).

## Wirtschaft
In Staufen gibt es gemäss der im Jahr 2015 erhobenen Statistik der Unternehmensstruktur (STATENT) rund 530 Arbeitsplätze, davon 3 % in der Landwirtschaft, 17 % in der Industrie und 80 % im Dienstleistungsbereich. Die meisten Erwerbstätigen sind Wegpendler und arbeiten vor allem im benachbarten Lenzburg oder in den grösseren Gemeinden der näheren Umgebung. Am Südosthang des Staufbergs wird auf einer Fläche von 23,47 Aren Weinbau betrieben.

## Verkehr
Der Durchgangsverkehr wird zwar an Staufen vorbeigeführt, die Gemeinde ist aber dennoch verkehrsgünstig gelegen. In unmittelbarer Nähe kreuzen sich die Hauptstrasse 1 von Zürich nach Bern und die Hauptstrasse 26 von Brugg nach Luzern. Der Anschluss Aarau-Ost der Autobahn A1 ist drei Kilometer entfernt, von dort aus führt die vierspurige Schnellstrasse T5 nach Aarau. Die Anbindung an das Netz des öffentlichen Verkehrs erfolgt durch drei Buslinien der Gesellschaft Regionalbus Lenzburg, die vom Bahnhof Lenzburg aus nach Hunzenschwil, Teufenthal und Bettwil führen. An Wochenenden verkehrt ein Nachtbus von Lenzburg über Staufen und Seon nach Sarmenstorf.

## Dorfzeitung
Die Gemeinde hat eine eigene Dorfzeitung, den «Usrüefer». Der Usrüefer wird von einer Kommission von fünf bis zehn Mitgliedern erstellt. Der Inhalt dreht sich um das Leben und die Ereignisse in Staufen. Die Dorfzeitung wird viermal jährlich an alle Einwohner sowie ausgewählte weitere Personen per Post zugestellt. Alle Ausgaben sind auch online verfügbar.

## Bildung
Die Gemeinde verfügt über einen Kindergarten und drei Schulhäuser, in denen die Primarschule unterrichtet wird. Die Oberstufe (Realschule, Sekundarschule und Bezirksschule) kann in Lenzburg besucht werden. Die nächstgelegenen Gymnasien sind die Alte Kantonsschule und die Neue Kantonsschule, beide in Aarau.

## Brauchtum
Bekanntester Brauch ist das Silvesterfeuer, das zu den Seetaler Winterbräuchen gehört. Auf dem Staufberg errichten in der Altjahrswoche die Jugendlichen, die die letzte Klasse der Volksschule besuchen, ein hohes Holzgerüst. Am Morgen des 31. Dezembers sammeln die Schulkinder im Dorf die dürren Weihnachtsbäume, Reiswellen und Strohballen ein. Das Material wird den Berg hinaufgeschafft und auf dem Gerüst aufgeschichtet. Punkt Mitternacht wird mit den Glockenschlägen der Staufbergkirche das Feuer vor vielen Schaulustigen entzündet.

## Persönlichkeiten
- Sonja Huber (* 1982), Jazzmusikerin